# Asphaltoglaux cecileae
Asphaltoglaux cecileae — викопний вид сов, що мешкав у кінці плейстоцену у Північній Америці. Скам'янілі рештки виду знайдені у штаті Каліфорнія, США. Вид описаний по решткам цівки, що знайдена у відкладеннях формування Ранчо Ла Бреа.